# Akad (kraina)

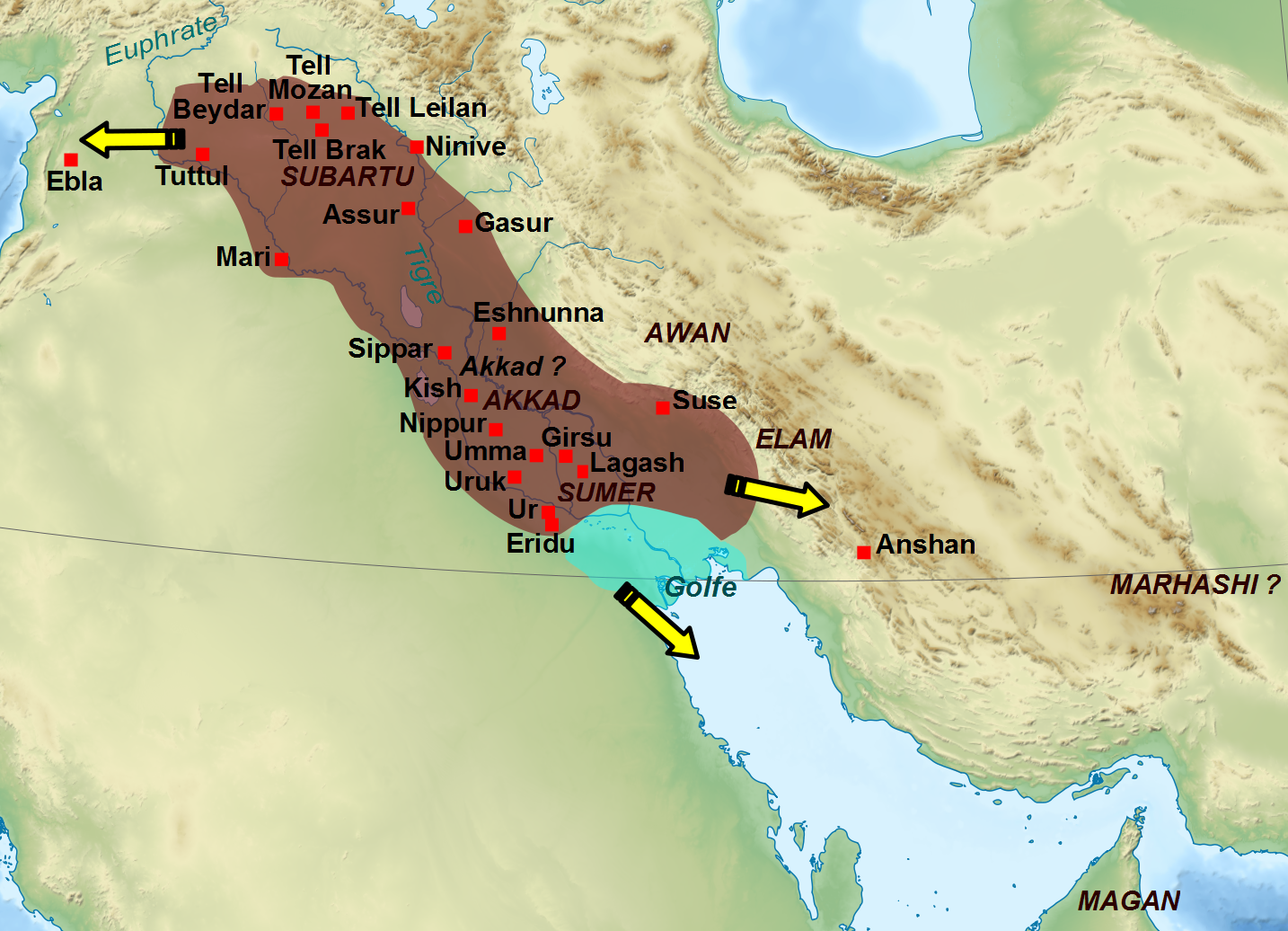
Mapa imperium akadyjskiego z zaznaczonymi krainami Akad i Sumer

Akad, Akkad (akad. māt Akkadî) –  nazwa starożytnej krainy w Mezopotamii leżącej na północ od Sumeru. W 2 połowie III tys. p.n.e. i początku II tys. p.n.e. obejmowała ona obszar, którego granicę północną wyznaczało miejsce, gdzie rzeki Eufrat i Tygrys najbardziej zbliżały się do siebie, a granicę południową miasto Nippur. Najważniejszym miastem tej krainy było miasto Akad, od którego wzięła ona swą nazwę. To stąd wywodził się Sargon Wielki (2334-2279 p.n.e.), twórca imperium akadyjskiego i założyciel dynastii akadyjskiej (2334-2154 p.n.e.). Od czasów III dynastii z Ur (2113-2005 p.n.e.) określenie "Sumer i Akad" stało się synonimem Babilonii.